# CA-849
La CA-849 es una carretera autonómica de Cantabria perteneciente a la Red Local y que sirve de acceso al barrio Vallines, de la población de Caviedes.

## Nomenclatura

Indicador

Su nombre está formado por las iniciales CA, que indica que es una carretera autonómica de Cantabria, y el dígito 849 es el número que recibe según el orden de nomenclaturas de las carreteras de la comunidad autónoma. La centena 8 indica que se encuentra situada en el sector comprendido entre la carretera nacional N-634 al norte, el límite provincial al oeste y sur, y la carretera nacional N-611 al este.

## Historia
Esta vía se corresponde con el primer tramo de la antigua carretera denominada S-213, por lo que se identificaba como S-213-1. El resto de dicha carretera forma parte de la CA-848.

## Trazado actual
Tiene su origen en la intersección situada en el punto kilométrico 258 de la N-634. y su final en la intersección con la carretera CA-848, situada a unos 600 metros al norte de Las Cuevas, localidad del término municipal de Valdáliga, municipio por el que discurre la totalidad de su recorrido de 1,2 kilómetros.
Su inicio se sitúa a una altitud de 73 m s. n. m. y el fin de la vía está situada a 77 m s. n. m. En su recorrido atraviesa la divisoria entre los arroyos del Cubo y del Molino, a una altitud de 113 m s. n. m., punto donde se sitúa la intersección con el camino municipal de acceso al barrio Vallines.
La carretera tiene dos carriles, uno para cada sentido de circulación, y una anchura total de 6,0 metros sin arcenes.

## Actuaciones
Durante el período de vigencia del III Plan de Carreteras se procedió al refuerzo del firme en toda la longitud de esta carretera, obras inauguradas el día 28 de diciembre de 2006.

## Transportes
No hay líneas de transporte público que recorran la carretera CA-849 si bien en la intersección con la N-634 se sitúa una parada de autobús de la siguiente línea:
- Autobuses Palomera: Santander - Potes.

## Recorrido y puntos de interés
En este apartado se aporta la información sobre cada una de las intersecciones de la CA-849 así como otras informaciones de interés.
| Esquema                          | PK  | Sentido CA-848 (creciente)      | Sentido CA-848 (creciente) | Sentido CA-848 (creciente) | Sentido CA-848 (creciente) | Sentido N-634 (decreciente)                  | Sentido N-634 (decreciente) | Sentido N-634 (decreciente) | Sentido N-634 (decreciente) | Incidencias |
| Esquema                          | PK  | Velocidad                       | Elemento                   | Salida                     | Salida                     | Salida                                       | Salida                      | Elemento                    | Velocidad                   | Incidencias |
| Esquema                          | PK  | Velocidad                       | Elemento                   | Dir.                       | Nombre                     | Nombre                                       | Dir.                        | Elemento                    | Velocidad                   | Incidencias |
| -------------------------------- | --- | ------------------------------- | -------------------------- | -------------------------- | -------------------------- | -------------------------------------------- | --------------------------- | --------------------------- | --------------------------- | ----------- |
|                                  | 0,0 |                                 |                            |                            | CA-849 VALLINES ROIZ       | E-70 N-634 SAN VICENTE DE LA BARQUERA OVIEDO |                             |                             |                             |             |
| E-70 N-634 TORRELAVEGA SANTANDER | 0,0 |                                 |                            |                            | CA-849 VALLINES ROIZ       |                                              |                             |                             |                             |             |
|                                  | 0,0 |                                 |                            | Arroyo del Molino          | Arroyo del Molino          | Arroyo del Molino                            | Arroyo del Molino           |                             |                             |             |
|                                  | 2,0 |                                 |                            |                            | VALLINES                   | VALLINES                                     |                             |                             |                             |             |
|                                  | 1,2 |                                 |                            |                            | CA-848 ROIZ LAS CUEVAS     | CA-849 VALLINES N-634                        |                             |                             |                             |             |
|                                  | 1,2 | CA-848 A-8 SANTANDER A-8 OVIEDO |                            |                            |                            | CA-849 VALLINES N-634                        |                             |                             |                             |             |